# Olga Mutanda
Olga Mutanda, född 3 april 1967, död 27 februari 2014, var en friidrottare från Elfenbenskusten. Hon deltog vid olympiska sommarspelen 1992.